# Список президентов Эфиопии
В статье представлены президенты Эфиопии с 1987 года:
- Менгисту Хайле Мариам: 9 сентября 1987 — 21 мая 1991
- Тесфайе Гебре Кидан: 21 мая 1991 — 28 мая 1991
- Мелес Зенауи: 28 мая 1991 — 22 августа 1995
- Негассо Гидада: 22 августа 1995 — 8 октября 2001
- Гырма Уольде-Гиоргис Лука: 8 октября 2001 — 7 октября 2013
- Мулату Тешоме: 7 октября 2013 — 25 октября 2018
- Сахле-Ворк Зэуде: 25 октября 2018[1] — 7 октября 2024
- Тайе Ацке-Селассие: с 7 октября 2024